# 劉崇道
劉崇道（？年—？年），湖廣漢陽縣人，貢生，初任四川華陽縣儒學，崇禎年間任四川鄰水縣知縣。